# Kawasaki Z1100
La Kawasaki Z1100, también conocida como Kawasaki Z1100A fue una motocicleta de la serie de motocicletas Kawasaki Z tipo estándar, naked, o por su potencia, superbike, de tamaño medio o pesado fabricada por Kawasaki de 1980 a 1986. Tenía un motor de 4 cilindros en línea transversal de 1082 cc, 8 válvulas, con una potencia de 108 CV. Podía utilizarse como motocicleta de trabajo en ciudad o para carretera y turismo, logrando velocidades de crucero cómodamente de 120 km/h, alcanzando los 160 km/h en pocos segundos. El cuarto de milla lo realizaba en 11.6 segundos a 117,6 mph (189,3 kilómetros por hora), y su velocidad máxima era de 140 mph (226 km/h). Su suspensión delantera era demasiado suave, suavidad que se notaba al tomar las curvas, donde tendía a bambolear para arriba y para abajo como un "búfalo de agua".